# Víctor Muzadi
Víctor Muzadi, né le 22 juin 1978 à Libreville, au Gabon, est un joueur angolais de basket-ball, évoluant au poste d'ailier.

## Palmarès
- Champion d'Afrique 2001, 2003, 2005, 2007
- Médaille d'or aux Jeux africains de 2003
- Médaille d'or aux Jeux africains de 2007